# 有序对
在数学中，有序对是两个对象的搜集，使得可以区分出其中一个是“第一个元素”而另一个是“第二个元素”（第一个元素和第二个元素也叫做左投影和右投影）。带有第一个元素{\displaystyle a}和第二个元素{\displaystyle b}的有序对通常写为{\displaystyle (a,b)}。
符号{\displaystyle (a,b)}也表示在实数轴上的开区间；在有歧义的场合可使用符号{\displaystyle \langle a,b\rangle }。

## 一般性
设{\displaystyle (a_{1},b_{1})}和{\displaystyle (a_{2},b_{2})}是两个有序对。则有序对的特征或定义性质为：
{\displaystyle (a_{1},b_{1})=(a_{2},b_{2})\leftrightarrow (a_{1}=a_{2}\land b_{1}=b_{2})}
有序对可以有其他有序对作为投影。所以有序对使得能够递归定义有序n-元组（n项的列表）。例如，有序三元组{\displaystyle (a,b,c)}可以定义为{\displaystyle (a,(b,c))}，一个对嵌入了另一个对。这种方法也反映在计算机编程语言中，就是从嵌套的有序对构造元素的列表。例如，列表 (1 2 3 4 5)变成了(1, (2, (3, (4, (5, {} )))))。Lisp编程语言使用这种列表作为基本数据结构。
有序对的概念对于定义笛卡尔积和关系是至关重要的。

## 有序对的集合论定义
诺伯特·维纳在1914年提议了有序对的第一个集合论定义：
{\displaystyle (x,y)\equiv _{def}\{\{\{x\},\emptyset \},\{\{y\}\}\}}
他注意到这个定义将允许《数学原理》中所有类型只透過集合便能表达。（在《数学原理》中，所有元数的关系都是原始概念。）

### 标准Kuratowski定义
在公理化集合论中，有序对(a,b)通常定义为库拉托夫斯基对：
{\displaystyle (a,b)_{K}\equiv _{def}\{\{a\},\{a,b\}\}}
陈述“{\displaystyle x}是有序对{\displaystyle p}的第一个元素”可以公式化为
{\displaystyle \forall \ Y\in p:x\in Y}
而陳述“{\displaystyle x}是{\displaystyle p}的第二个元素”为
{\displaystyle (\exists \ Y\in p:x\in Y)\land (\forall \ Y_{1}\in p,\forall \ Y_{2}\in p:Y_{1}\neq Y_{2}\rightarrow (x\notin Y_{1}\lor x\notin Y_{2}))}
注意这个定义对于有序对{\displaystyle p=(x,x)=\{\{x\},\{x,x\}\}=\{\{x\},\{x\}\}=\{\{x\}\}}仍是有效的；在这种情况下陈述（{\displaystyle \forall Y_{1}\in p,\forall Y_{2}\in p:Y_{1}\neq Y_{2}\rightarrow (x\not \in Y_{1}\lor x\not \in Y_{2})}）顯然是真的，因为不会有{\displaystyle Y_{1}\neq Y_{2}}的情况。

### 变体定义
上述有序对的定义是“充足”的，在它满足有序对必须有的特征性质（也就是：如果{\displaystyle (a,b)=(x,y)}则{\displaystyle a=x}且{\displaystyle b=y}）的意义上，但也是任意性的，因为有很多其他定义也是不更加复杂并且也是充足的。例如下列可能的定义
1. {\displaystyle (a,b)_{\text{reverse}}:=\{\{b\},\{a,b\}\}}
2. {\displaystyle (a,b)_{\text{short}}:=\{a,\{a,b\}\}}
3. {\displaystyle (a,b)_{01}:=\{\{0,a\},\{1,b\}\}}

“逆”（reverse）对基本不使用，因为它比通用的Kuratowski对没有明显的优点（或缺点）。“短”（short）对有一個缺點，它的特征性质的证明會比Kuratowski对的证明更加复杂（要使用正规公理）；此外，因为在集合论中数2有时定义为集合{\displaystyle \{0,1\}=\{\{\},\{0\}\}}，这将意味着2是对{\displaystyle (0,0)_{\text{short}}}。

### 证明有序对的特征性质
Kuratowski对：
证明：{\displaystyle (a,b)_{K}=(c,d)_{K}}当且仅当{\displaystyle a=c}且{\displaystyle b=d}。
僅當：
如果{\displaystyle a=b}，则{\displaystyle (a,b)_{K}=\{\{a\},\{a,a\}\}=\{\{a\}\}}，且{\displaystyle (c,d)_{K}=\{\{c\},\{c,d\}\}=\{\{a\}\}}。所以{\displaystyle \{c\}=\{a\}=\{c,d\}}，或{\displaystyle c=d=a=b}。
如果{\displaystyle a\neq b}，则{\displaystyle \{\{a\},\{a,b\}\}=\{\{c\},\{c,d\}\}}。
如果{\displaystyle \{c,d\}=\{a\}}，则{\displaystyle c=d=a}或{\displaystyle \{\{c\},\{c,d\}\}=\{\{a\},\{a,a\}\}=\{\{a\},\{a\}\}=\{\{a\}\}}。但這樣{\displaystyle \{\{a\},\{a,b\}\}}就會等於{\displaystyle \{\{a\}\}}，繼而{\displaystyle b=a}，跟先前的假設矛盾。
如果{\displaystyle \{c\}=\{a,b\}}，则{\displaystyle a=b=c}，这矛盾于{\displaystyle a\neq b}。所以{\displaystyle \{c\}=\{a\}}，即{\displaystyle c=a}，且{\displaystyle \{c,d\}=\{a,b\}}。
并且如果{\displaystyle d=a}，则{\displaystyle \{c,d\}=\{a,a\}=\{a\}\neq \{a,b\}}。所以。
所以同樣有{\displaystyle a=c}且{\displaystyle b=d}。
當：
反过来，如果{\displaystyle a=c}并且{\displaystyle b=d}，则顯然{\displaystyle \{\{a\},\{a,b\}\}=\{\{c\},\{c,d\}\}}。所以{\displaystyle (a,b)_{K}=(c,d)_{K}}。

逆对：
{\displaystyle (a,b)_{\text{reverse}}=\{\{b\},\{a,b\}\}=\{\{b\},\{b,a\}\}=(b,a)_{K}}。
如果{\displaystyle (a,b)_{\text{reverse}}=(c,d)_{\text{reverse}}}，则{\displaystyle (b,a)_{K}=(d,c)_{K}}。所以{\displaystyle b=d}且{\displaystyle a=c}。
反过来，如果{\displaystyle a=c}和{\displaystyle b=d}，则顯然{\displaystyle \{\{b\},\{a,b\}\}=\{\{d\},\{c,d\}\}}。所以{\displaystyle (a,b)_{\text{reverse}}=(c,d)_{\text{reverse}}}。

### Quine-Rosser定义
Rosser（1953年）扩展了蒯因的有序对定义。Quine-Rosser的定义要求自然数的先决定义。设{\displaystyle \mathbb {N} }是自然数的集合，{\displaystyle x\setminus \mathbb {N} }是{\displaystyle \mathbb {N} }在{\displaystyle x}內的相對差集，並定義：
{\displaystyle \varphi (x)=(x\setminus \mathbb {N} )\cup \{n+1:n\in (x\cap \mathbb {N} )\}}
{\displaystyle \varphi (x)}包含在{\displaystyle x}中所有自然数的后继，和{\displaystyle x}中的所有非数成员。特别是，{\displaystyle \varphi (x)}不包含数0，所以对于任何集合{\displaystyle A}和{\displaystyle B}，{\displaystyle \phi (A)\not =\{0\}\cup \phi (B)}。
以下是有序对{\displaystyle (A,B)}的定义：
{\displaystyle (A,B)=\{\varphi (a):a\in A\}\cup \{\varphi (b)\cup \{0\}:b\in B\}.}
提取这个对中那些不包含0的所有元素，然後再還原{\displaystyle \varphi }的作用，就得出了{\displaystyle A}。类似的，{\displaystyle B}可以通过提取这个对的包含0的所有元素来復原。
有序对的这个定义有个显著的优点。在类型论和从类型论派生出的集合论如新基础中，这个对与它的投影有相同的类型（所以术语叫做“类型齐平”有序对）。因此一個函数（定义为有序对的集合），有只比序對的投影的类型高1的类型。对蒯因集合论中有序对的广泛的讨论请参见Holmes (1998)。

### Morse定义
Morse（1965年）提出的Morse-Kelley集合论可以自由的使用真类。Morse定义有序对的方法，使得它的投影可以是真类或者集合。（Kuratowski定义不允许这样）。它首先像Kuratowski的方式那樣，定义投影为集合的有序对。接着，他重定义对 (x,y)为 
{\displaystyle (x,y)=(\{0\}\times s(x))\cup (\{1\}\times s(y))}
这里的笛卡尔积是指由Kuratowski对組成的集合並且
{\displaystyle s(x)=\{\emptyset \}\cup \{\{t\}|t\in x\}}
這便允許了定義以真類為投影的有序對。